# Lista prezydentów Polski

Proporzec Prezydenta Rzeczypospolitej Polskiej

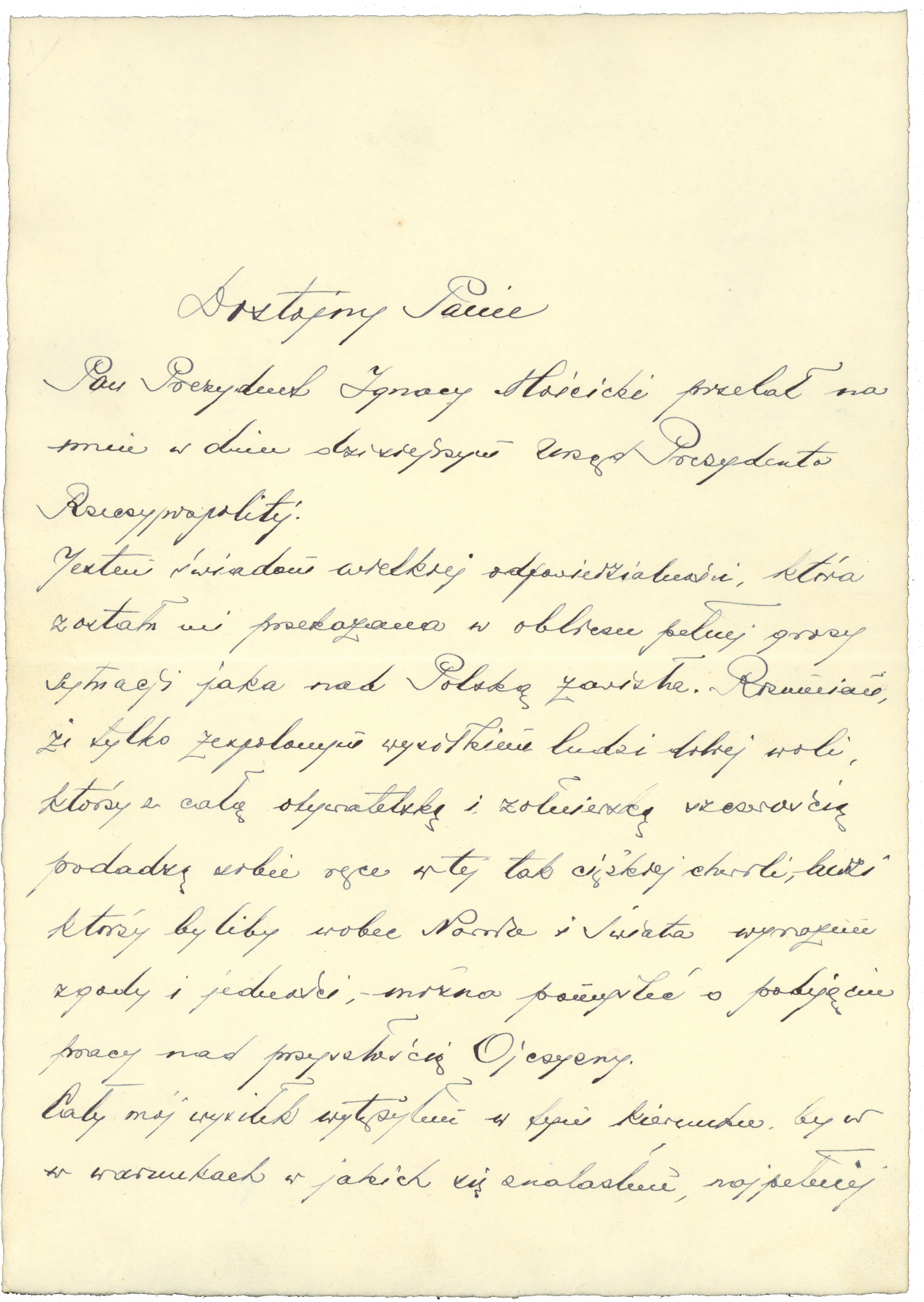
List Władysława Raczkiewicza do Ignacego Jana Paderewskiego, notyfikujący mu przekazanie władzy prezydenckiej przez Ignacego Mościckiego w 1939 roku

Prezydenci Polski – chronologiczna lista prezydentów Polski i innych osób sprawujących urząd głowy państwa polskiego od 1918 roku.

## II Rzeczpospolita(1918–1939)
Od przewrotu majowego w 1926 do śmierci w maju 1935 faktycznie najwyższą władzę w państwie sprawował Józef Piłsudski, który piastował urzędy Generalnego Inspektora Sił Zbrojnych, Ministra Spraw Wojskowych i – przez krótki czas – Prezesa Rady Ministrów.
| Lp. | Zdjęcie | Imię i nazwisko | Okres sprawowania | Okres sprawowania | Przynależność partyjna lub partia popierająca                        | Elekcja        |
| Lp. | Zdjęcie | Imię i nazwisko | od                | do                | Przynależność partyjna lub partia popierająca                        | Elekcja        |
| --- | ------- | --- | ----------------- | ----------------- | -------------------------------------------------------------------- | -------------- |
| –   |         | Józef Piłsudski – sprawował urząd głowy państwa jako: - Tymczasowy Naczelnik Państwa (od 29 listopada 1918 do 20 lutego 1919) - Naczelnik Państwa (od 20 lutego 1919 do 14 grudnia 1922) | 29 listopada 1918 | 14 grudnia 1922   | bezpartyjny, popierany i związany z obozem PPS                       | –              |
| 1.  |         | Gabriel Narutowicz | 14 grudnia 1922   | 16 grudnia 1922   | bezpartyjny, zgłoszony przez Polskie Stronnictwo Ludowe „Wyzwolenie” | 1922 (I)       |
| –   |         | Maciej Rataj | 16 grudnia 1922   | 20 grudnia 1922   | Polskie Stronnictwo Ludowe „Piast”                                   | –              |
| 2.  |         | Stanisław Wojciechowski | 20 grudnia 1922   | 14 maja 1926      | Polskie Stronnictwo Ludowe „Piast”                                   | 1922 (II)      |
| –   |         | Maciej Rataj | 15 maja 1926      | 4 czerwca 1926    | Polskie Stronnictwo Ludowe „Piast”                                   | –              |
| –   |         | Józef Piłsudski | nie objął urzędu  | nie objął urzędu  | bezpartyjny, popierany i związany z obozem PPS                       | 1926 (I)       |
| 3.  |         | Ignacy Mościcki | 4 czerwca 1926    | 30 września 1939  | bezpartyjny, związany z sanacją                                      | 1926 (II) 1933 |

## Rząd Rzeczypospolitej Polskiej na uchodźstwie(1939–1990)
30 września 1939 r. prezydent Ignacy Mościcki zrezygnował ze sprawowania urzędu, wyznaczając uprzednio na swego następcę (zgodnie z przepisami Konstytucji kwietniowej z 1935 r.) Władysława Raczkiewicza, który tym samym stał się pierwszym prezydentem na uchodźstwie. Urząd ten stanowił kontynuację prezydentury II RP. Do 5 lipca 1945 r. Rząd RP na uchodźstwie miał pełne uznanie międzynarodowe (z wyjątkiem ZSRR, III Rzeszy i jej sojuszników), w tym samym dniu poparcie na świecie zyskał Tymczasowy Rząd Jedności Narodowej. Większość krajów świata niemal od razu zaakceptowała ten stan rzeczy i podpisała umowy międzynarodowe z nowym rządem polskim. Formalnie rząd na uchodźstwie, wobec braku uznania społeczności międzynarodowej, nie mógł prowadzić dalszej działalności; w praktyce funkcjonował aż do pierwszych powszechnych wyborów prezydenckich w Polsce w 1990 r., nie uznając znacznej części postanowień konferencji jałtańskiej i wypracowanego po II wojnie światowej ładu. Przez kilkanaście (do kilkudziesięciu) lat uznawany był przez niewielką liczbę państw (Irlandia, Hiszpania, Kolumbia, Kuba, Liban, Watykan, Wenezuela, Australia).
| Lp.     | Zdjęcie | Imię i nazwisko | Okres sprawowania | Okres sprawowania | Przynależność partyjna lub partia popierająca |
| Lp.     | Zdjęcie | Imię i nazwisko | od                | do                | Przynależność partyjna lub partia popierająca |
| ------- | ------- | --- | ----------------- | ----------------- | --- |
| –       |         | Edward Śmigły-Rydz | 1 września 1939   | 25 września 1939  | Obóz Zjednoczenia Narodowego |
| –       |         | Bolesław Wieniawa-Długoszowski | 25 września 1939  | 29 września 1939  | związany z Obozem Zjednoczenia Narodowego |
| 1. (4.) |         | Władysław Raczkiewicz | 30 września 1939  | 6 czerwca 1947    | związany z Obozem Zjednoczenia Narodowego |
| 2.      |         | August Zaleski | 9 czerwca 1947    | 7 kwietnia 1972   | bezpartyjny, związany z sanacją |
| –       |         | Rada Trzech W skład Rady wchodzili: - Tomasz Arciszewski (1954−1955), - Władysław Anders (1954−1970), - Edward Raczyński (1954−1972), - Tadeusz Bór-Komorowski (1956−1966), - Roman Odzierzyński (1966−1968), - Stanisław Mglej (1968−1969), - Alfred Urbański (1969−1972), - Stanisław Kopański (1970−1972) | 3 sierpnia 1954   | 7 kwietnia 1972   | Polska Partia Socjalistyczna (Arciszewski i Urbański), Stronnictwo Narodowe (Mglej), bezpartyjni, związani z sanacją (Anders, Raczyński, Bór-Komorowski, Odzierzyński, Kopański) |
| 3.      |         | Stanisław Ostrowski | 9 kwietnia 1972   | 8 kwietnia 1979   | bezpartyjni, związani z sanacją |
| 4.      |         | Edward Raczyński | 8 kwietnia 1979   | 8 kwietnia 1986   | bezpartyjni, związani z sanacją |
| 5.      |         | Kazimierz Sabbat | 8 kwietnia 1986   | 19 lipca 1989     | bezpartyjni, związani z sanacją |
| 6.      |         | Ryszard Kaczorowski | 19 lipca 1989     | 22 grudnia 1990   | bezpartyjni, związani z sanacją |

## Polska Ludowa(1944–1989)[5]

### Rzeczpospolita Polska(1944–1952)

#### Prezydent Rzeczypospolitej Polskiej (1944–1952)
| Lp. | Zdjęcie | Imię i nazwisko | Okres sprawowania | Okres sprawowania | Przynależność partyjna lub partia popierająca | Elekcja |
| Lp. | Zdjęcie | Imię i nazwisko | od                | do                | Przynależność partyjna lub partia popierająca | Elekcja |
| --- | ------- | --- | ----------------- | ----------------- | --- | ------- |
| –   |         | Bolesław Bierut – sprawował urząd głowy państwa jako: - Przewodniczący Krajowej Rady Narodowej (od 20 września do 31 grudnia 1944) - Prezydent Krajowej Rady Narodowej (od 31 grudnia 1944 do 4 lutego 1947) | 20 września 1944  | 4 lutego 1947     | bezpartyjny, popierany przez Polską Partię Robotniczą | –       |
| –   |         | Franciszek Trąbalski | 4 lutego 1947     | 4 lutego 1947     | Polska Partia Socjalistyczna (tzw. lubelska) | –       |
| –   |         | Władysław Kowalski | 4 lutego 1947     | 5 lutego 1947     | Stronnictwo Ludowe (tzw. lubelskie) | –       |
| 1.  |         | Bolesław Bierut | 5 lutego 1947     | 20 listopada 1952 | bezpartyjny, popierany przez Polską Partię Robotniczą (do sierpnia 1948) Polska Partia Robotnicza (od sierpnia do 15 grudnia 1948) Polska Zjednoczona Partia Robotnicza (od 15 grudnia 1948) | 1947    |

### Polska Rzeczpospolita Ludowa(1952–1989)

#### Przewodniczący Rady PaństwaPRL(1952–1989)
Konstytucja PRL z 22 lipca 1952 r. znosiła urząd prezydenta. Jego rolę przejęła Rada Państwa (urząd istniejący już pod rządami Małej Konstytucji z 1947 r.) – konstytucyjna kolegialna głowa państwa, na czele z Przewodniczącym Rady Państwa. Najważniejszą osobą w PRL był jednak de facto I Sekretarz Komitetu Centralnego Polskiej Zjednoczonej Partii Robotniczej. Kolejnymi I sekretarzami byli: Bolesław Bierut (1948–1956), Edward Ochab (1956), Władysław Gomułka (1956–1970), Edward Gierek (1970–1980), Stanisław Kania (1980–1981), Wojciech Jaruzelski (1981–1989) i Mieczysław Rakowski (1989–1990).
| Lp. | Zdjęcie                                                   | Imię i nazwisko                         | Okres sprawowania      | Okres sprawowania      | Przynależność partyjna lub partia popierająca                                                                                      |
| Lp. | Zdjęcie                                                   | Imię i nazwisko                         | od                     | do                     | Przynależność partyjna lub partia popierająca                                                                                      |
| --- | --------------------------------------------------------- | --------------------------------------- | ---------------------- | ---------------------- | --- |
| 1.  |                                                           | Bolesław Bierut (jako prezydent Polski) | 20 lutego 1947(dts)    | 20 listopada 1952(dts) | bezpartyjny, popierany przez Polską Partię Robotniczą (do sierpnia 1948) Polska Partia Robotnicza (od sierpnia do 15 grudnia 1948) |
|     | Polska Zjednoczona Partia Robotnicza (od 15 grudnia 1948) | Bolesław Bierut (jako prezydent Polski) | 20 lutego 1947(dts)    | 20 listopada 1952(dts) | |
| 2.  |                                                           | Aleksander Zawadzki                     | 20 listopada 1952(dts) | 7 sierpnia 1964(dts)   | Polska Zjednoczona Partia Robotnicza                                                                                               |
| -   |                                                           | Oskar Lange (p.o.)                      | 7 sierpnia 1964(dts)   | 12 sierpnia 1964(dts)  | Polska Zjednoczona Partia Robotnicza                                                                                               |
| -   |                                                           | Edward Ochab (p.o.)                     | 7 sierpnia 1964(dts)   | 12 sierpnia 1964(dts)  | Polska Zjednoczona Partia Robotnicza                                                                                               |
| -   |                                                           | Bolesław Podedworny (p.o.)              | 7 sierpnia 1964(dts)   | 12 sierpnia 1964(dts)  | Zjednoczone Stronnictwo Ludowe |
| -   |                                                           | Stanisław Kulczyński (p.o.)             | 7 sierpnia 1964(dts)   | 12 sierpnia 1964(dts)  | Stronnictwo Demokratyczne |
| 3.  |                                                           | Edward Ochab                            | 12 sierpnia 1964(dts)  | 11 kwietnia 1968(dts)  | Polska Zjednoczona Partia Robotnicza                                                                                               |
| 4.  |                                                           | Marian Spychalski                       | 11 kwietnia 1968(dts)  | 23 grudnia 1970(dts)   | Polska Zjednoczona Partia Robotnicza                                                                                               |
| 5.  |                                                           | Józef Cyrankiewicz                      | 23 grudnia 1970(dts)   | 28 marca 1972(dts)     | Polska Zjednoczona Partia Robotnicza                                                                                               |
| 6.  |                                                           | Henryk Jabłoński                        | 28 marca 1972(dts)     | 6 listopada 1985(dts)  | Polska Zjednoczona Partia Robotnicza                                                                                               |
| 7.  |                                                           | Wojciech Jaruzelski                     | 6 listopada 1985(dts)  | 19 lipca 1989(dts)     | Polska Zjednoczona Partia Robotnicza                                                                                               |

#### Prezydent Polskiej Rzeczypospolitej Ludowej(1989)
W 1989 r. Rada Państwa zastąpiona została urzędem prezydenta PRL, działając do wyboru w dniu 19 lipca 1989 r. pierwszego i jedynego Prezydenta PRL. 31 grudnia 1989 roku weszła w życie ustawa konstytucyjna o zmianie nazwy państwa na Rzeczpospolita Polska.
| Lp. | Zdjęcie | Imię i nazwisko     | Okres sprawowania | Okres sprawowania | Przynależność partyjna lub partia popierająca | Elekcja |
| Lp. | Zdjęcie | Imię i nazwisko     | od                | do                | Przynależność partyjna lub partia popierająca | Elekcja |
| --- | ------- | ------------------- | ----------------- | ----------------- | --------------------------------------------- | ------- |
| 1.  |         | Wojciech Jaruzelski | 19 lipca 1989     | 30 grudnia 1989   | Polska Zjednoczona Partia Robotnicza          | 1989    |

## III Rzeczpospolita(od 1989 roku)
Jako pierwszy urząd ten sprawował Wojciech Jaruzelski (wcześniej Prezydent PRL), począwszy od 31 grudnia 1989 roku, kiedy weszła w życie ustawa konstytucyjna o zmianie nazwy państwa na Rzeczpospolita Polska, do czasu zaprzysiężenia na urząd Prezydenta Rzeczypospolitej Polskiej Lecha Wałęsy.
| Lp. | Zdjęcie | Imię i nazwisko        | Okres sprawowania | Okres sprawowania | Przynależność partyjna lub partia popierająca                                                                                               | Elekcja   |
| Lp. | Zdjęcie | Imię i nazwisko        | od                | do                | Przynależność partyjna lub partia popierająca                                                                                               | Elekcja   |
| --- | ------- | ---------------------- | ----------------- | ----------------- | --- | --------- |
| 1.  |         | Wojciech Jaruzelski    | 31 grudnia 1989   | 22 grudnia 1990   | do 29 stycznia 1990 Polska Zjednoczona Partia Robotnicza, następnie bezpartyjny, popierany przez Socjaldemokrację Rzeczypospolitej Polskiej | 1989      |
| 2.  |         | Lech Wałęsa            | 22 grudnia 1990   | 22 grudnia 1995   | Niezależny Samorządny Związek Zawodowy „Solidarność” (od 1980 do 2005), Porozumienie Centrum (od 1990 do 1993)                              | 1990      |
| 3.  |         | Aleksander Kwaśniewski | 23 grudnia 1995   | 23 grudnia 2005   | Sojusz Lewicy Demokratycznej | 1995 2000 |
| 4.  |         | Lech Kaczyński         | 23 grudnia 2005   | 10 kwietnia 2010  | Prawo i Sprawiedliwość | 2005      |
| *   |         | Bronisław Komorowski   | 10 kwietnia 2010  | 8 lipca 2010      | Platforma Obywatelska | –         |
| *   |         | Bogdan Borusewicz      | 8 lipca 2010      | 8 lipca 2010      | bezpartyjny, popierany przez Platformę Obywatelską                                                                                          | –         |
| *   |         | Grzegorz Schetyna      | 8 lipca 2010      | 6 sierpnia 2010   | Platforma Obywatelska | –         |
| 5.  |         | Bronisław Komorowski   | 6 sierpnia 2010   | 6 sierpnia 2015   | Platforma Obywatelska | 2010      |
| 6.  |         | Andrzej Duda           | 6 sierpnia 2015   | 6 sierpnia 2025   | Prawo i Sprawiedliwość | 2015 2020 |
| 7.  |         | Karol Nawrocki         | 6 sierpnia 2025   | pełni urząd       | bezpartyjny, popierany przez Prawo i Sprawiedliwość                                                                                         | 2025      |

* – funkcja pełniona tymczasowo

## Długość urzędowania prezydentów
Najdłużej urzędującym prezydentem Polski był prezydent na uchodźstwie August Zaleski, pełniący tę funkcję przez 9069 dni. W okresie międzywojennym najdłużej urzędującym prezydentem był Ignacy Mościcki (4866 dni), wśród głów państwa Polski Ludowej Henryk Jabłoński (4823 dni), a w III RP Aleksander Kwaśniewski oraz Andrzej Duda (3653 dni).

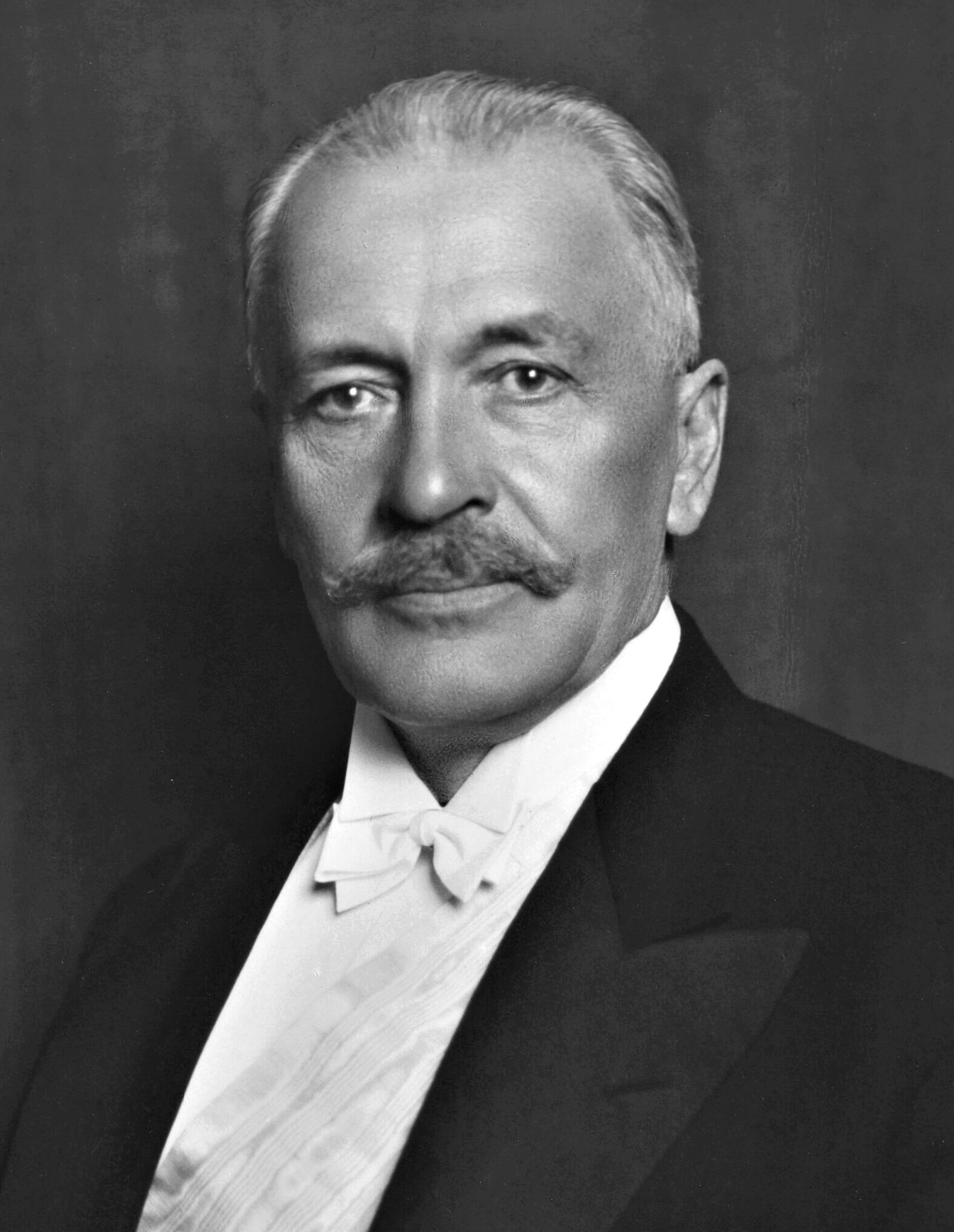
Ignacy Mościcki
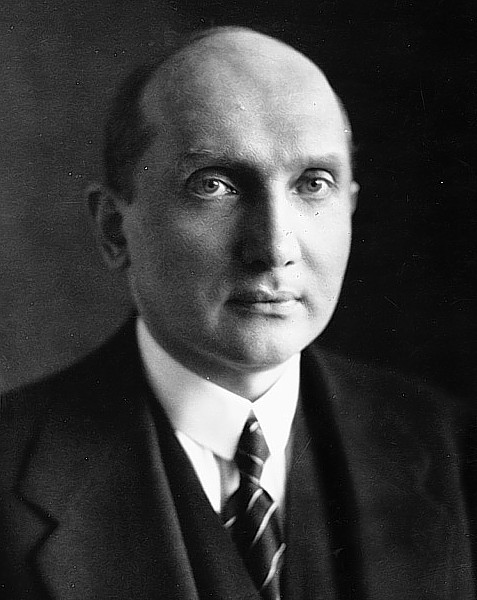
August Zaleski
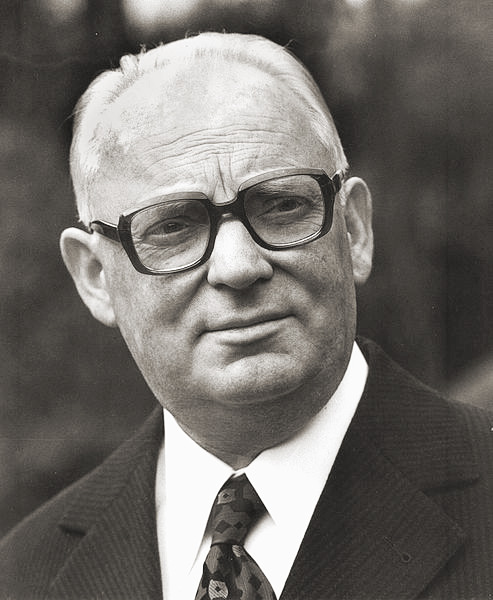
Henryk Jabłoński
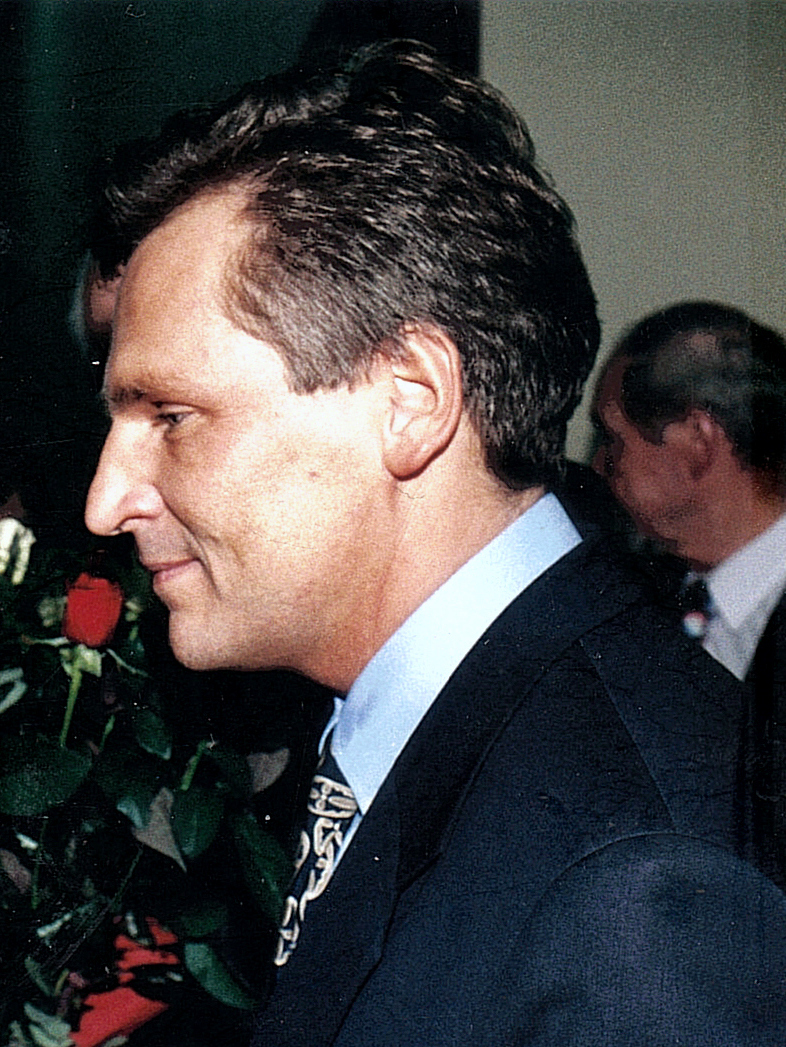
Aleksander Kwaśniewski
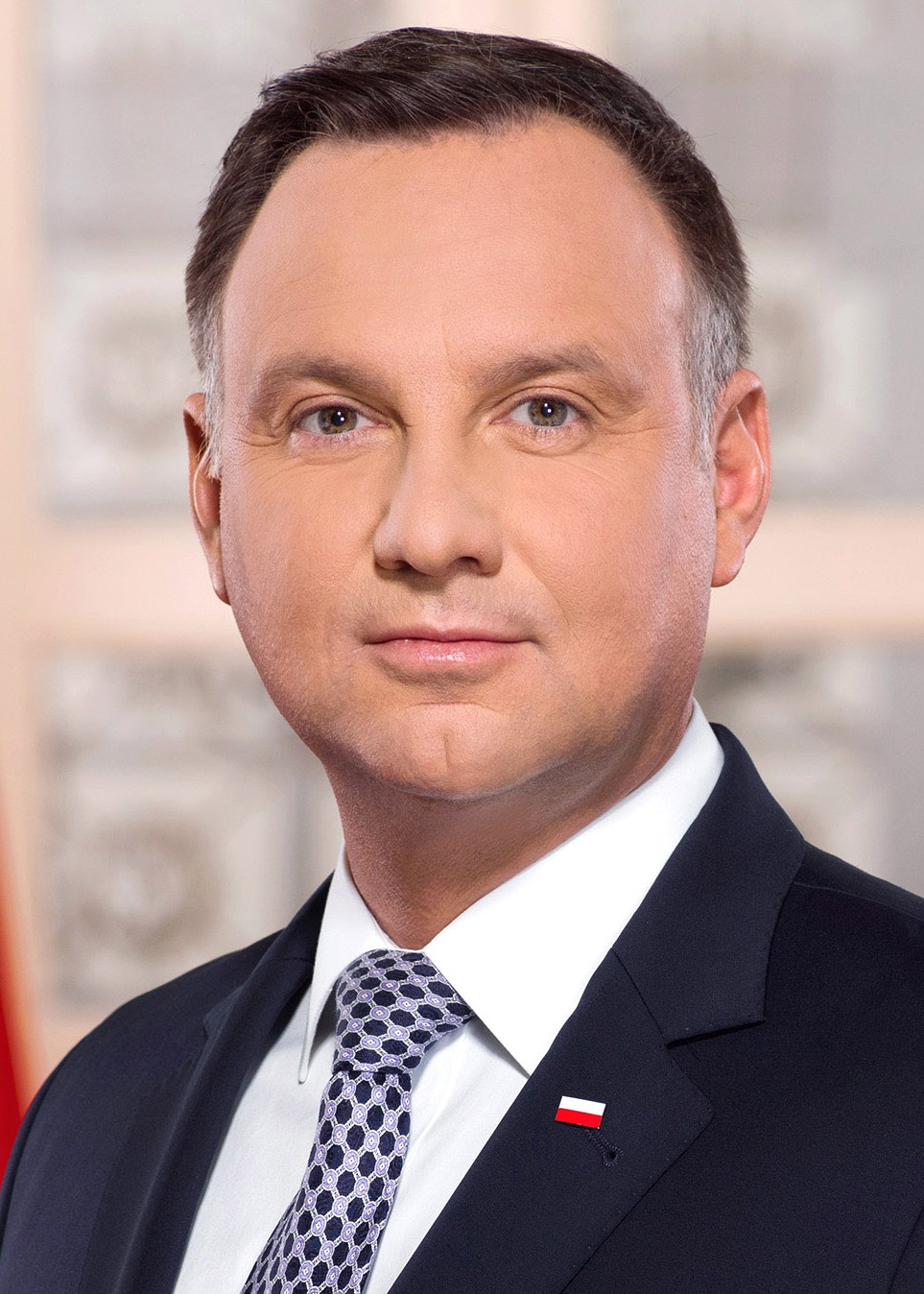
Andrzej Duda

Osobą pełniącą najkrócej tymczasowo obowiązki prezydenta Polski był Bogdan Borusewicz (1 dzień). Najkrócej urzędującym prezydentem Polski był Gabriel Narutowicz, sprawujący urząd przez 2 dni. Wśród prezydentów na uchodźstwie najkrócej urzędującym prezydentem był Ryszard Kaczorowski (521 dni), wśród głów państwa Polski Ludowej Józef Cyrankiewicz (461 dni), a w III RP Wojciech Jaruzelski (356 dni).

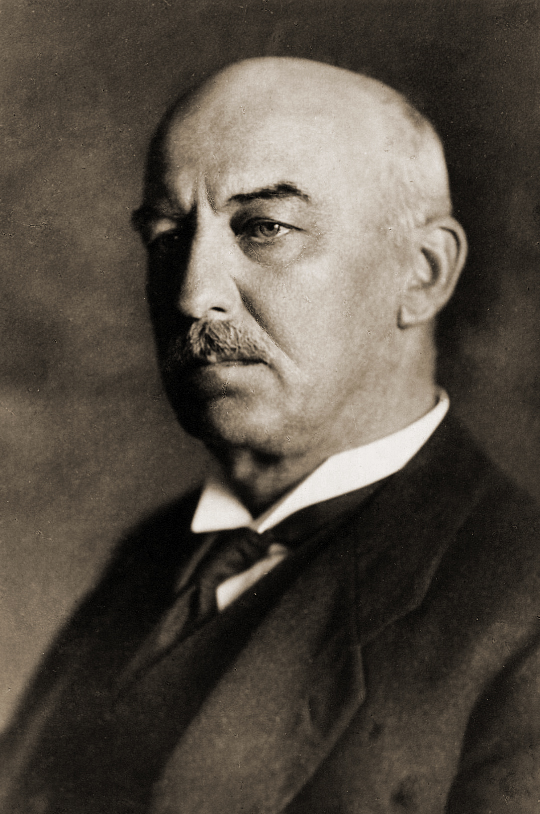
Gabriel Narutowicz
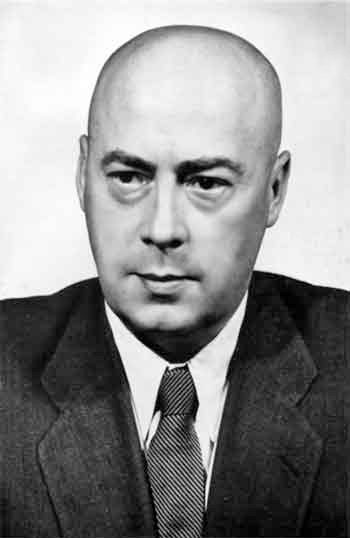
Józef Cyrankiewicz
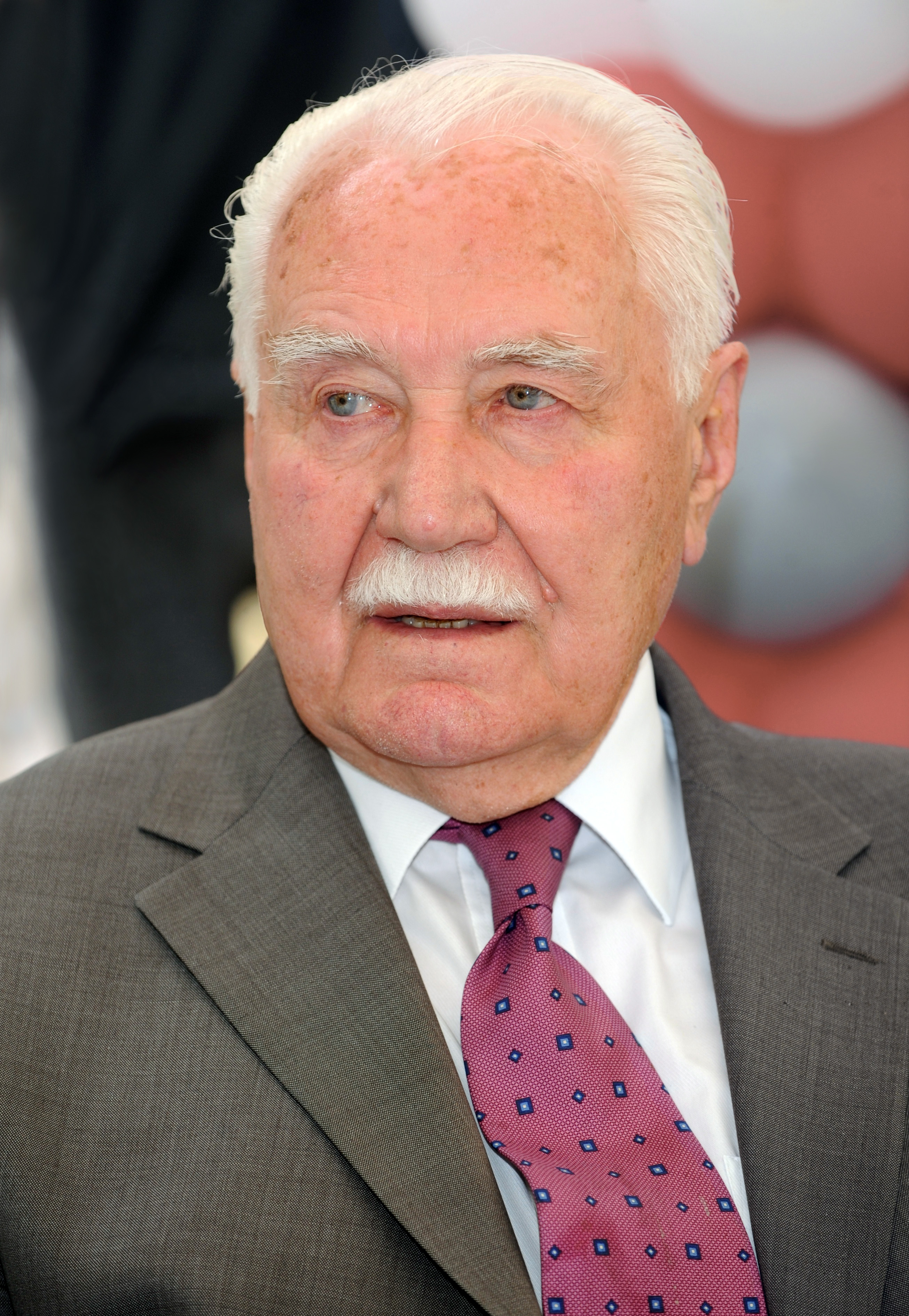
Ryszard Kaczorowski
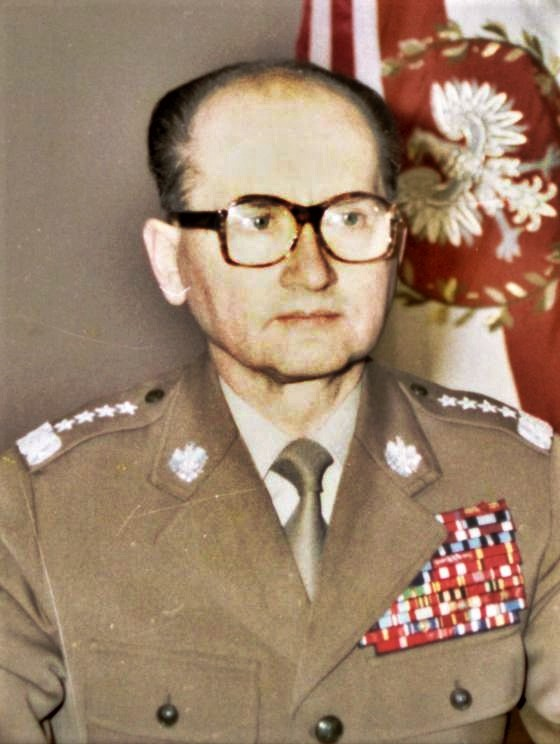
Wojciech Jaruzelski

## Wiek prezydentów
Najmłodszym prezydentem Polski był Aleksander Kwaśniewski. Kiedy zaczynał pełnić tę funkcję miał 41 lat. W okresie międzywojennym najmłodszy był Stanisław Wojciechowski (53 l.), wśród prezydentów na uchodźstwie Władysław Raczkiewicz (54 l.), a wśród głów państwa Polski Ludowej Bolesław Bierut (51 l.).

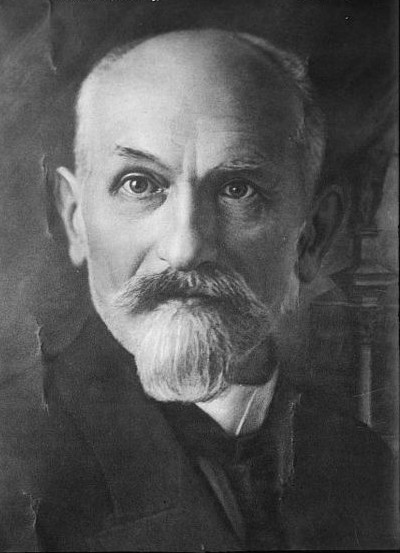
Stanisław Wojciechowski
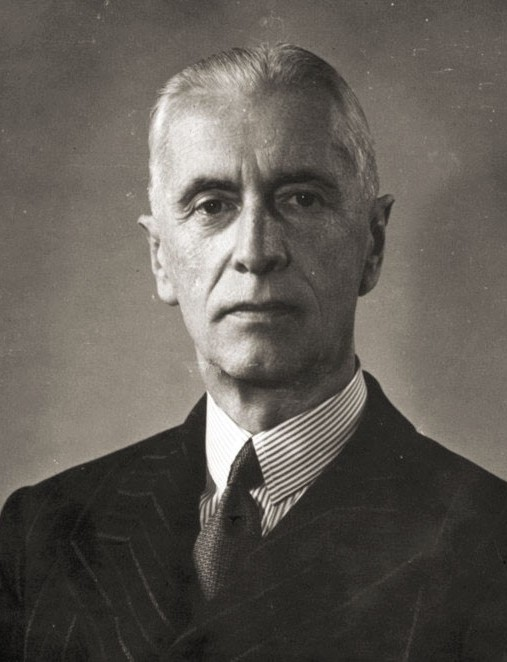
Władysław Raczkiewicz
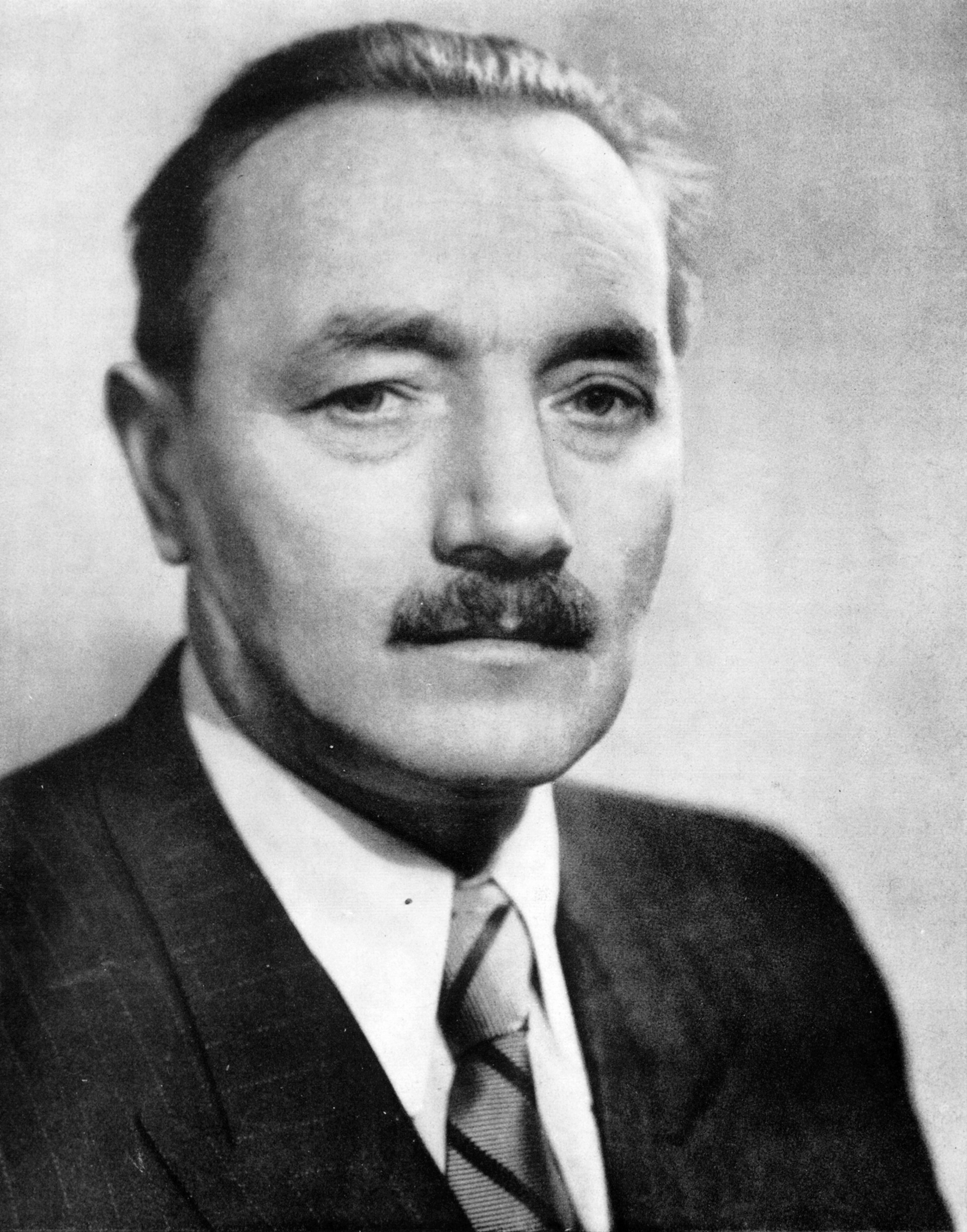
Bolesław Bierut
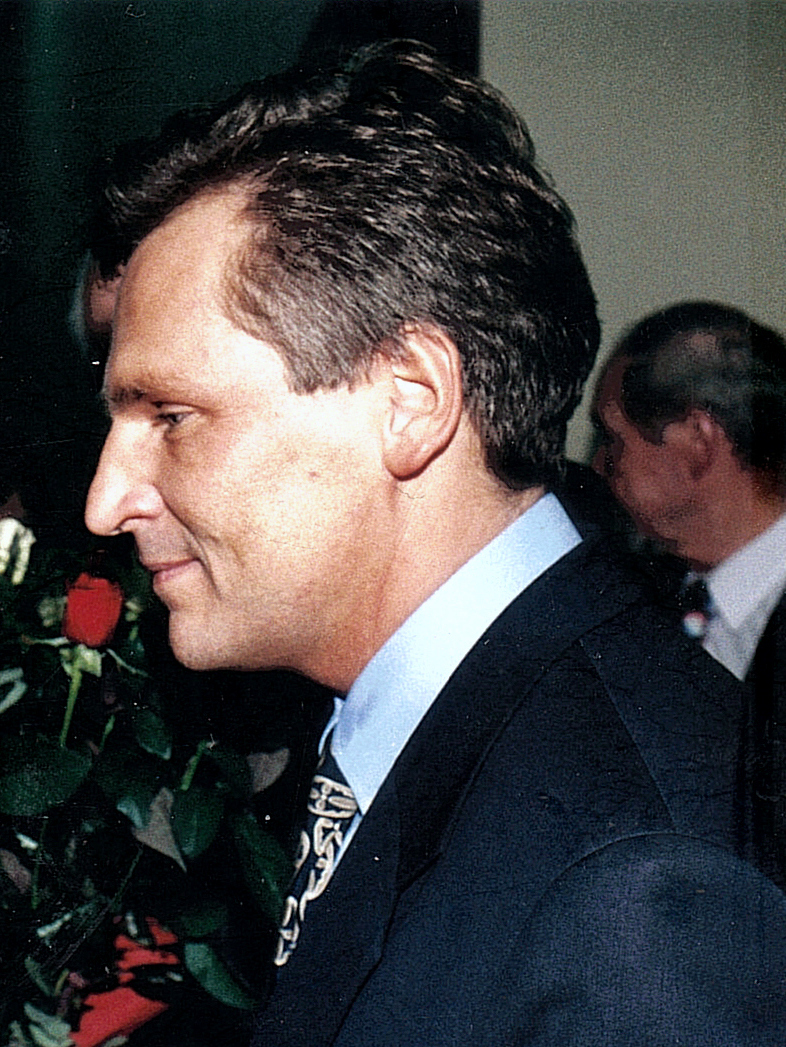
Aleksander Kwaśniewski

Najstarszym prezydentem Polski był prezydent na uchodźstwie Edward Raczyński. Kiedy kończył pełnić tę funkcję miał 95 lat. W okresie międzywojennym najstarszy był Ignacy Mościcki (71 l.), wśród głów państwa Polski Ludowej Henryk Jabłoński (75 l.), a w III RP Wojciech Jaruzelski (67 l.).

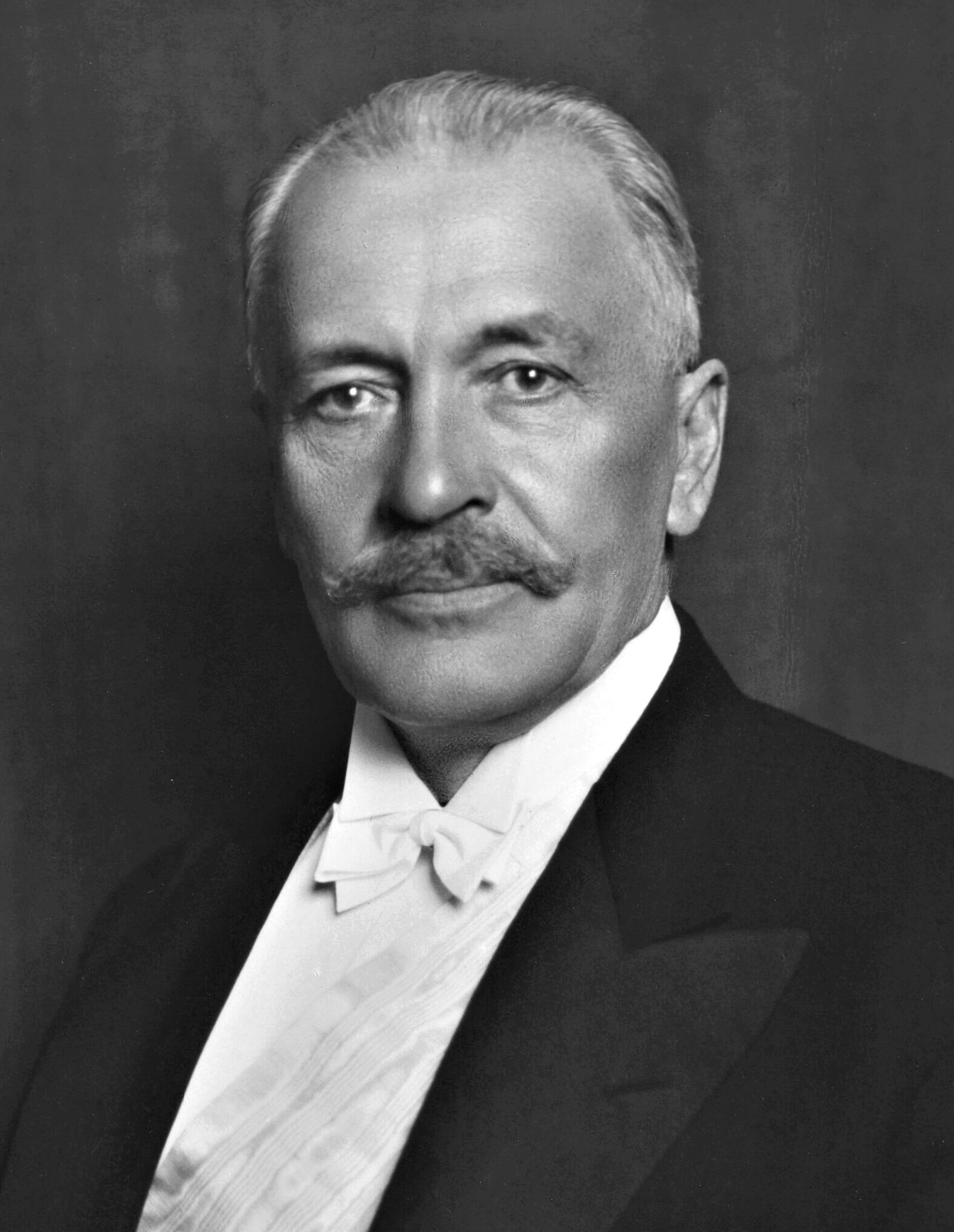
Ignacy Mościcki
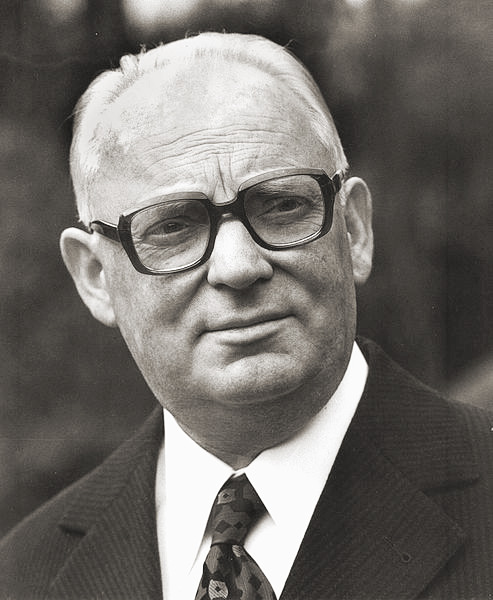
Henryk Jabłoński
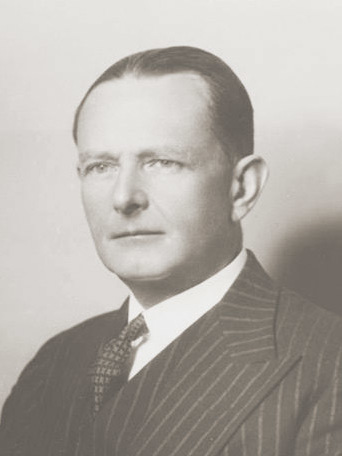
Edward Raczyński
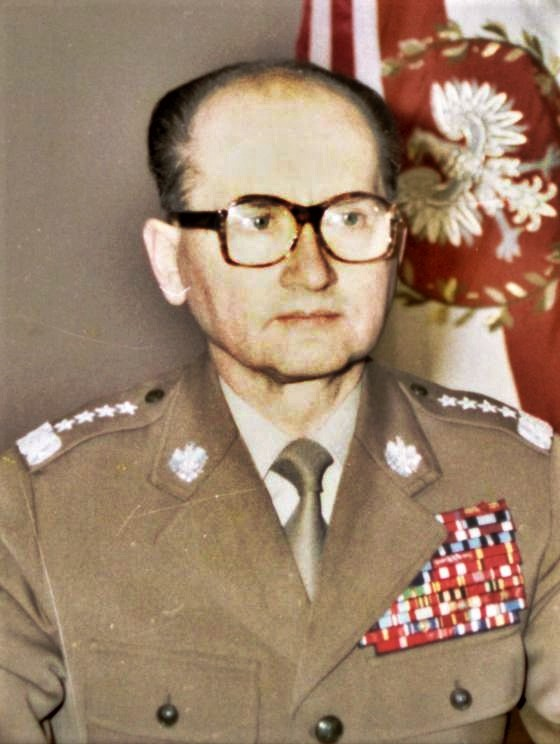
Wojciech Jaruzelski

Najmłodszym prezydentem Polski w ostatnim dniu urzędowania był Aleksander Kwaśniewski. Kiedy kończył pełnić tę funkcję miał 51 lat. W okresie międzywojennym najmłodszy był Gabriel Narutowicz (57 l.), wśród prezydentów na uchodźstwie Ryszard Kaczorowski (71 l.), a wśród głów państwa Polski Ludowej Bolesław Bierut (60 l.).

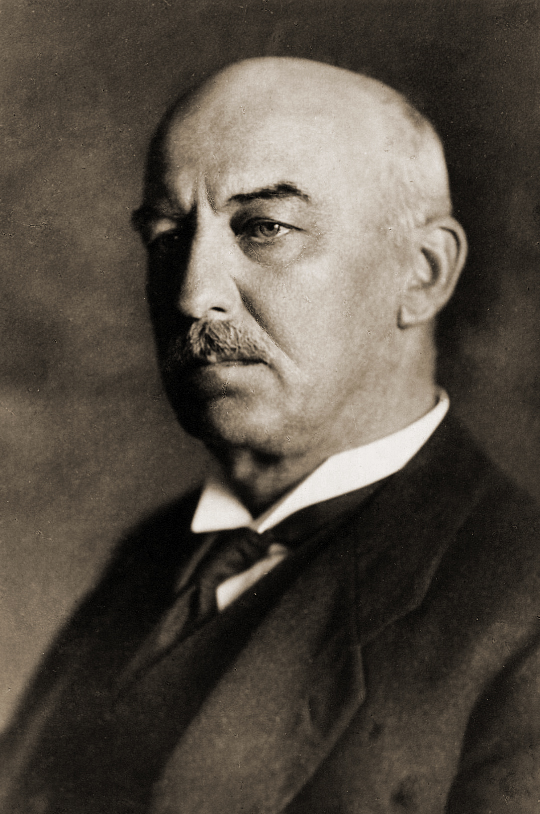
Gabriel Narutowicz
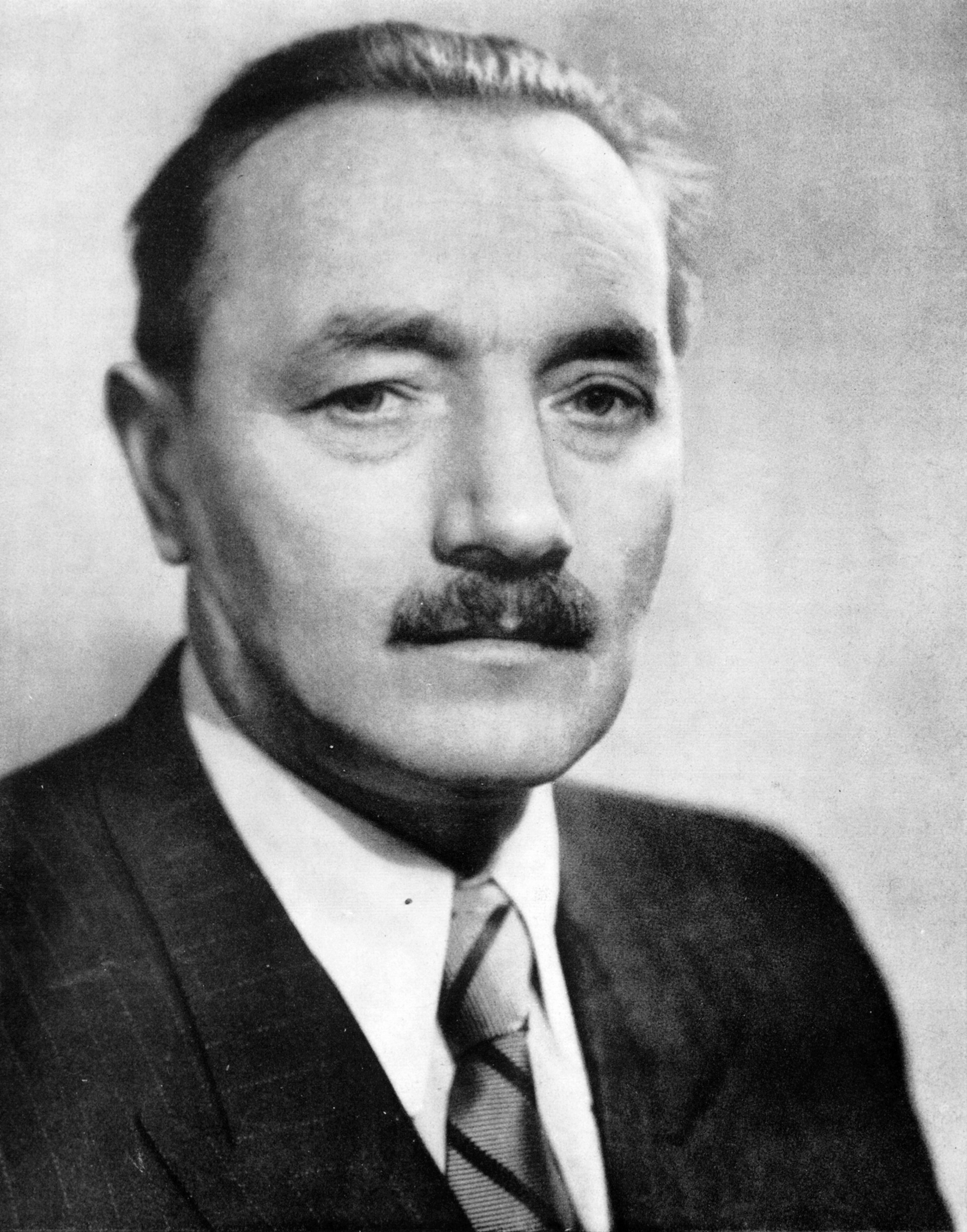
Bolesław Bierut
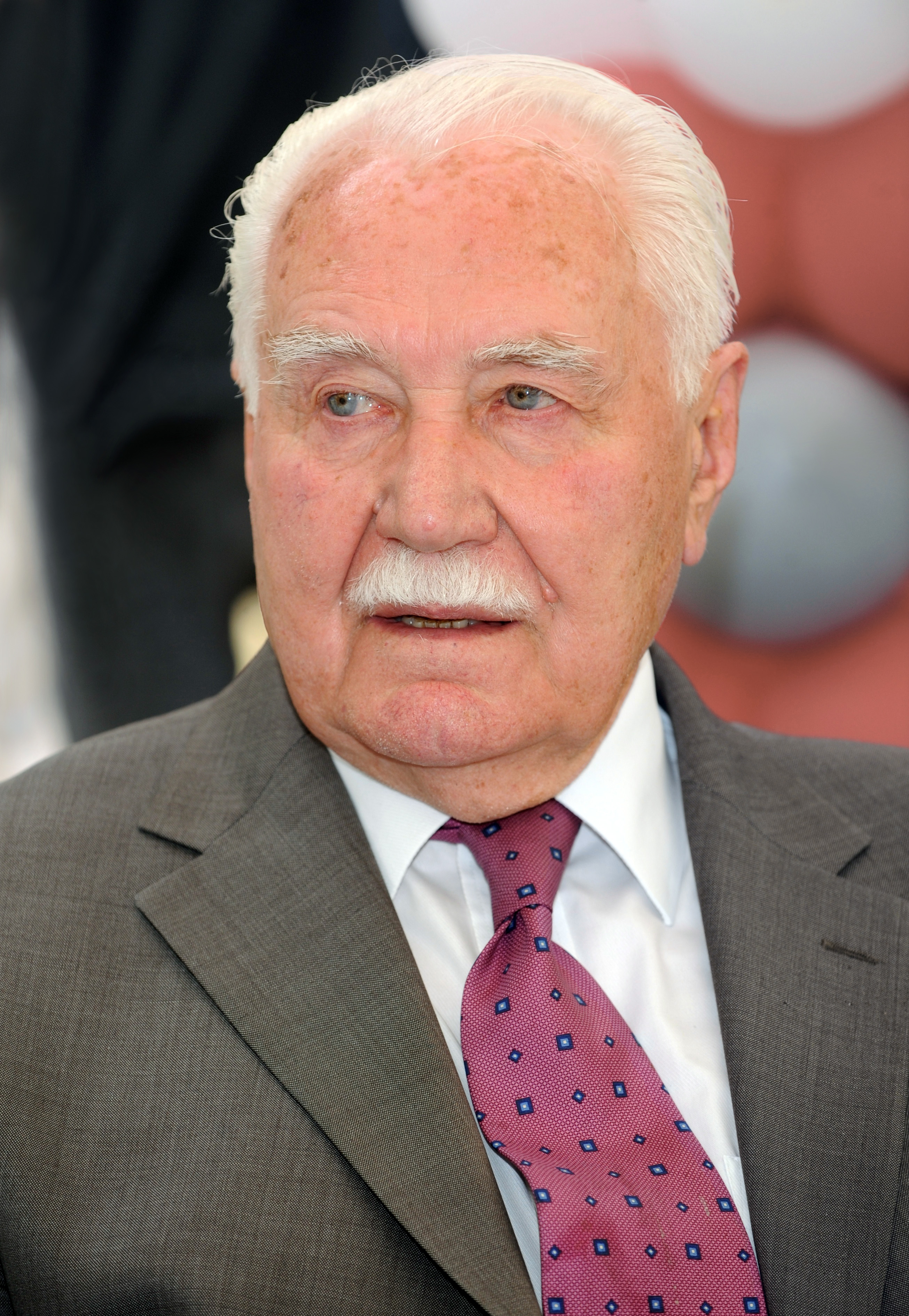
Ryszard Kaczorowski
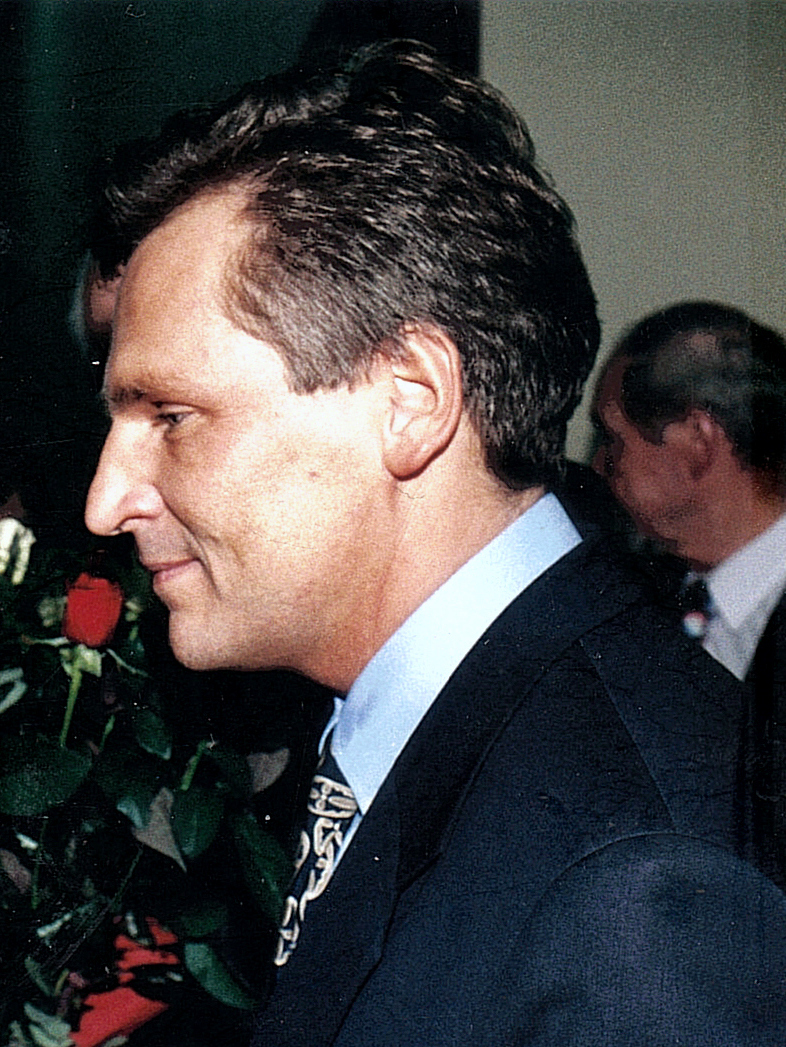
Aleksander Kwaśniewski

Najstarszym prezydentem Polski w pierwszym dniu urzędowania był prezydent na uchodźstwie Edward Raczyński. Kiedy zaczynał pełnić tę funkcję miał 87 lat. W okresie międzywojennym najstarszy był Ignacy Mościcki (58 l.), wśród głów państwa Polski Ludowej Wojciech Jaruzelski (62 l.), a w III RP Bronisław Komorowski (58 l.).

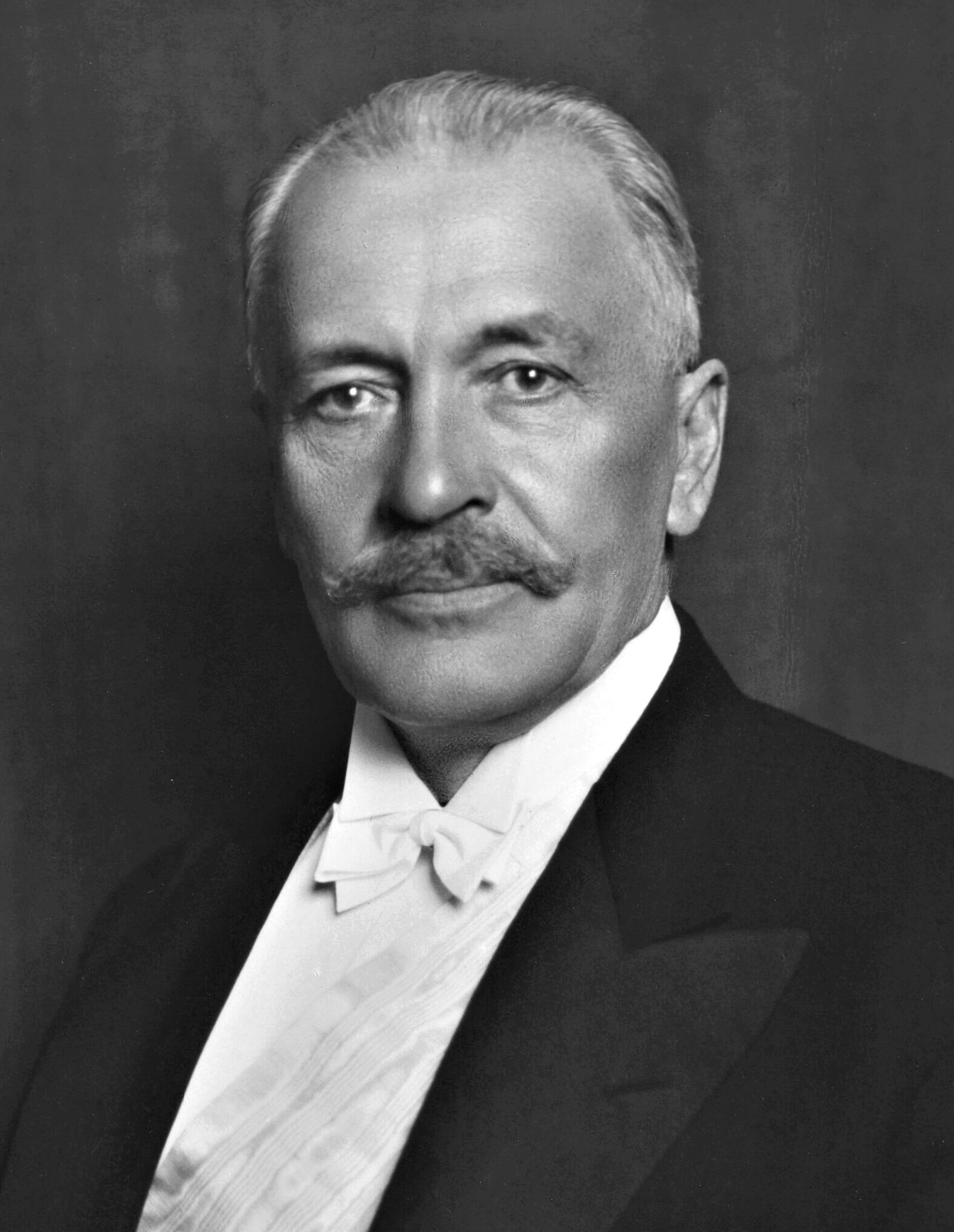
Ignacy Mościcki
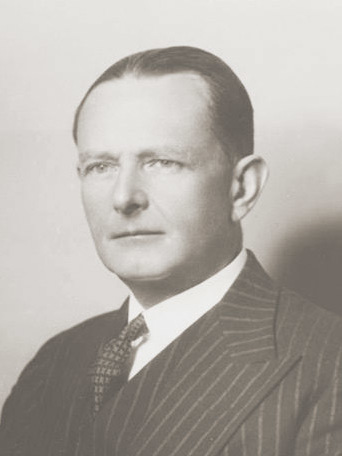
Edward Raczyński
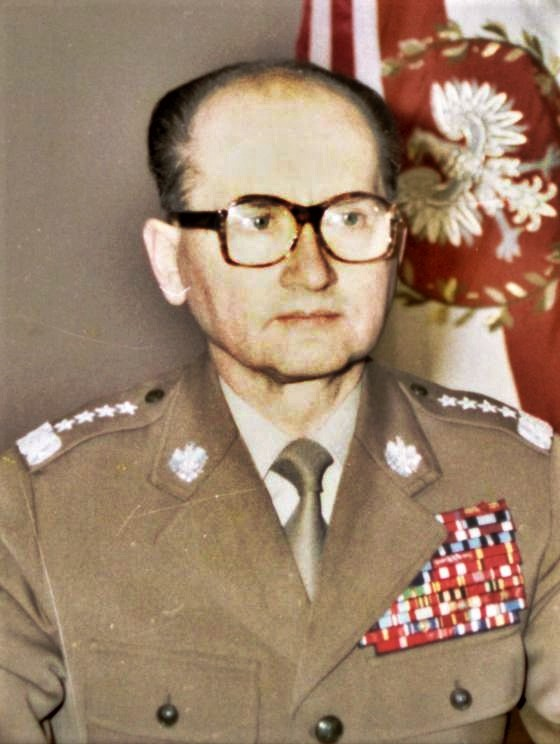
Wojciech Jaruzelski
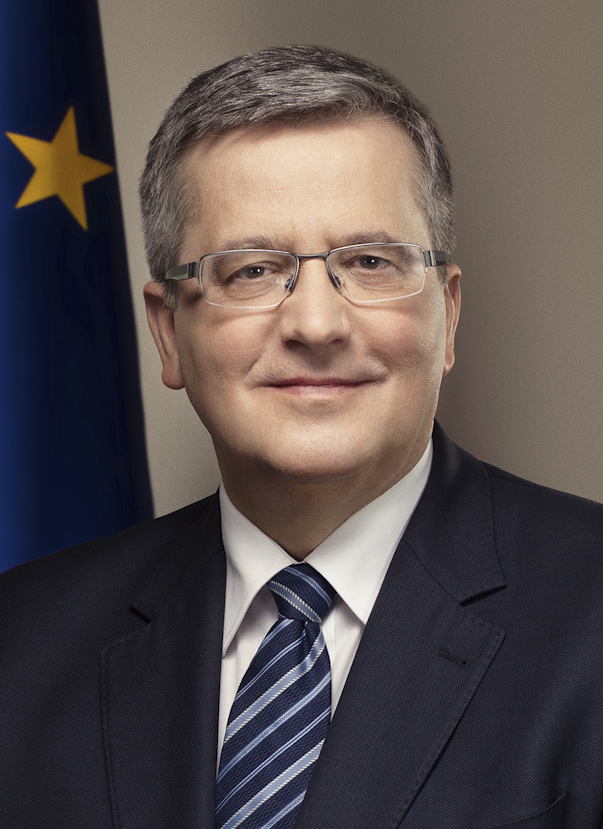
Bronisław Komorowski

## Żyjący byli prezydenci
Żyjący byli prezydenci Rzeczypospolitej Polskiej:

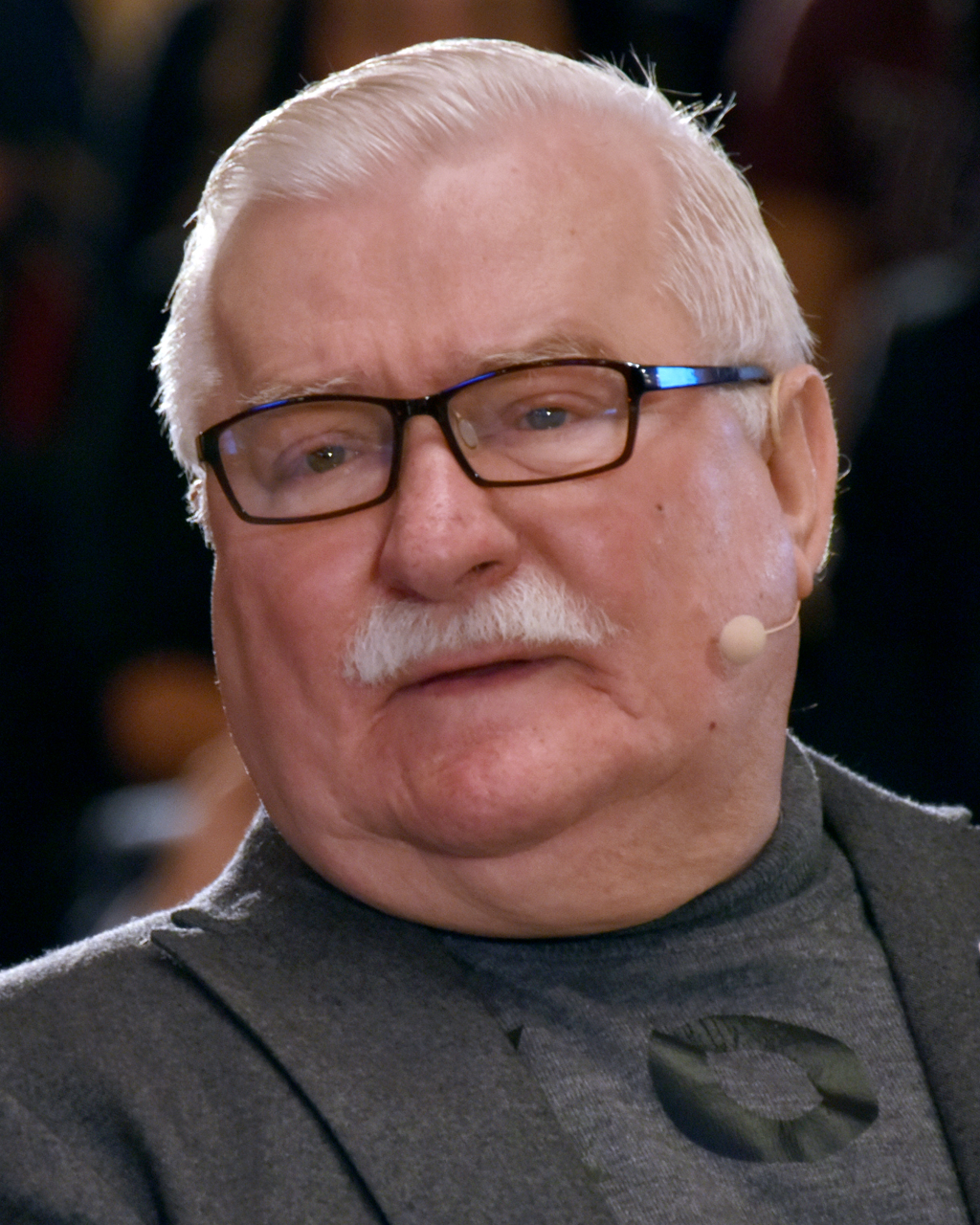
Lech Wałęsa (ur. 1943) przew. ChDRP bierne prawo wyborcze
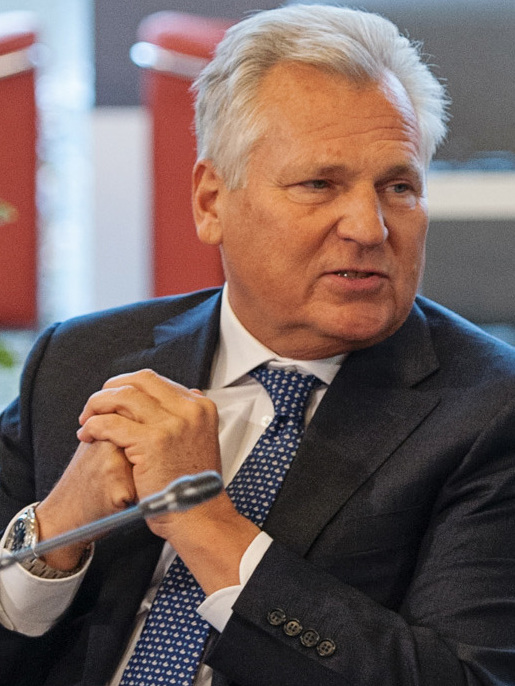
Aleksander Kwaśniewski (ur. 1954) przew. ECTR, prezes JSE
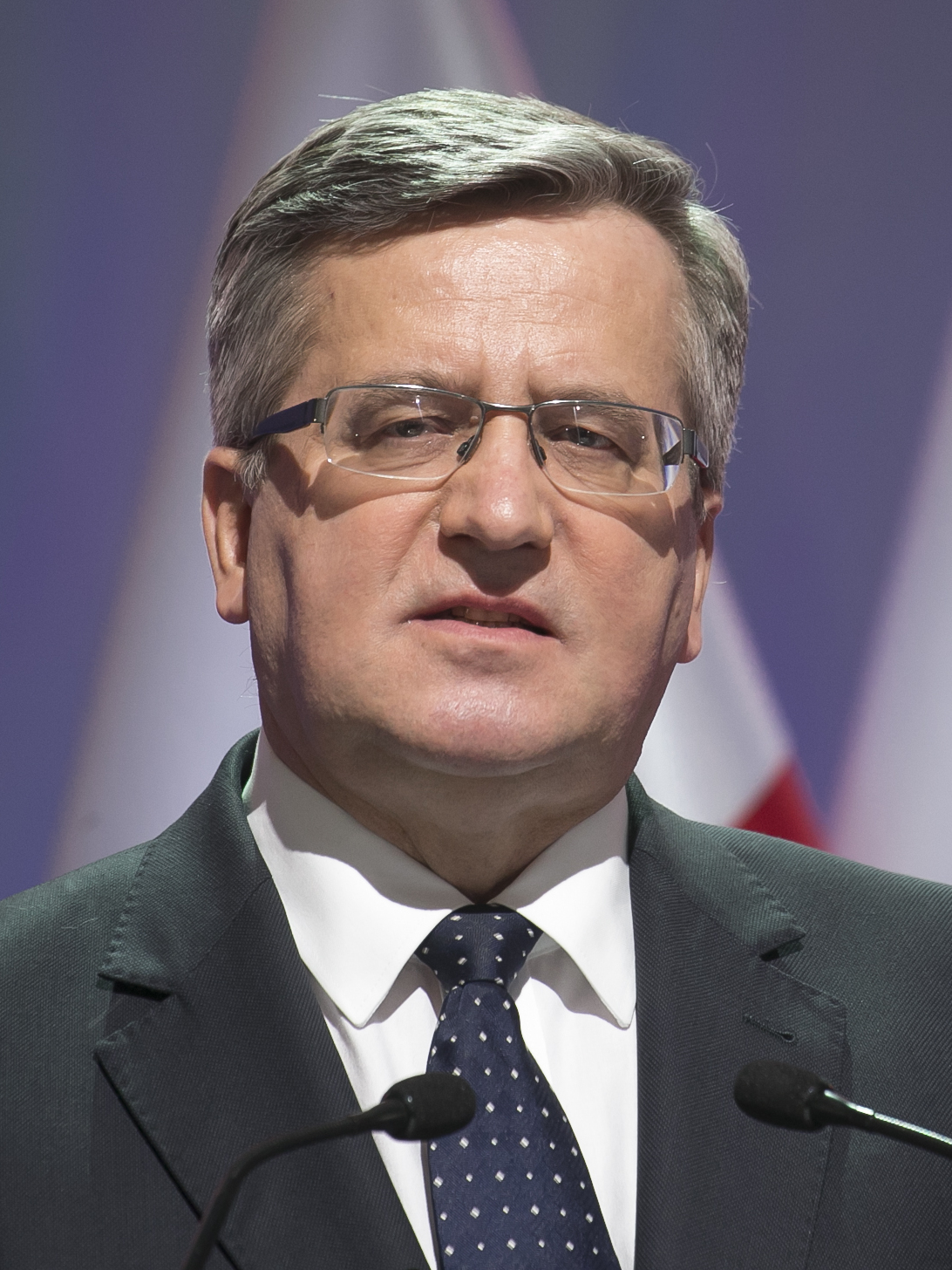
Bronisław Komorowski (ur. 1952) bierne prawo wyborcze
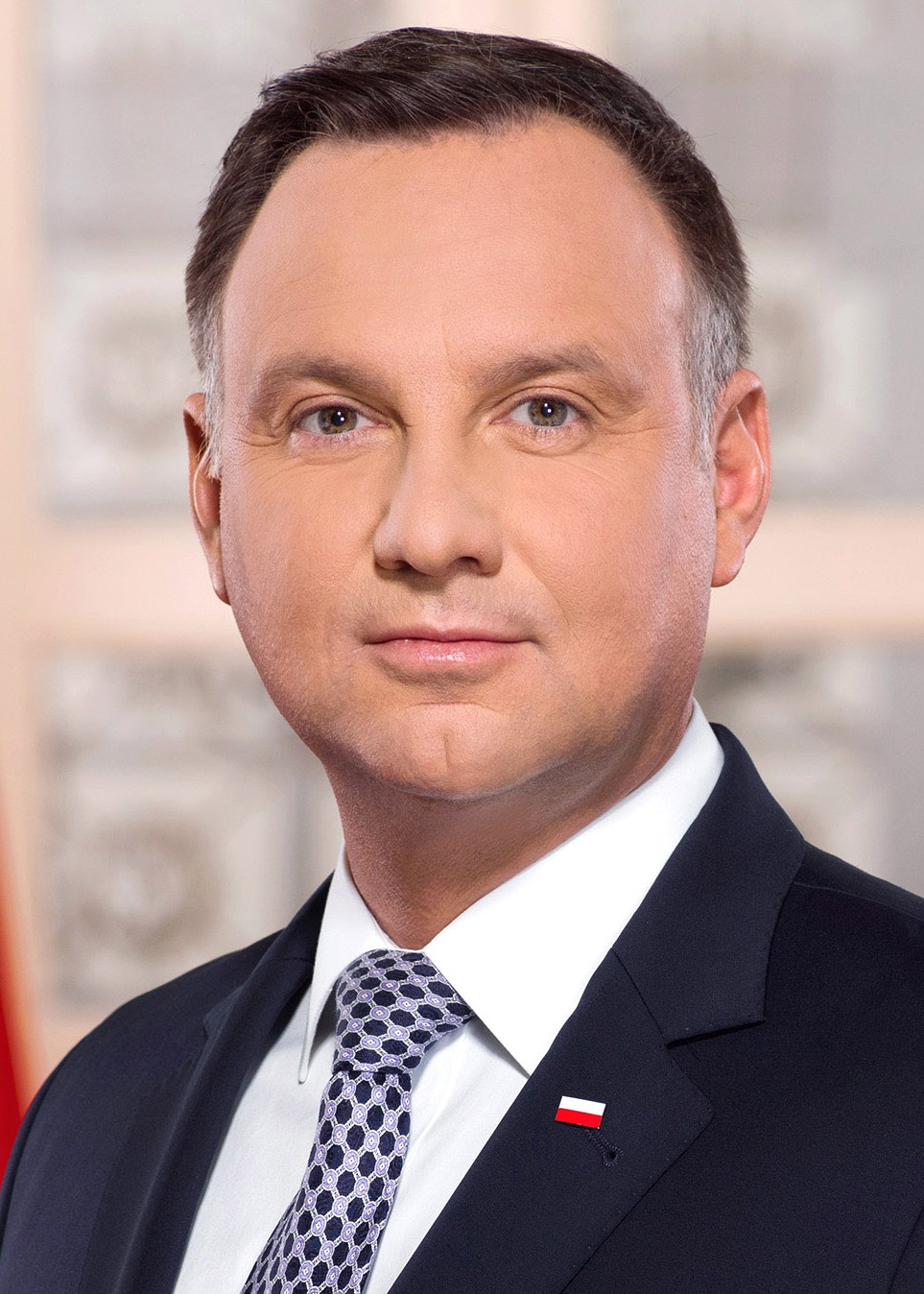
Andrzej Duda (ur. 1972)

Ponadto żyją dwie osoby pełniące w przeszłości tymczasowo obowiązki prezydenta RP: Bogdan Borusewicz i Grzegorz Schetyna.

## Opróżnienia urzędu, skrócenia i przedłużenia kadencji
Opróżnienia urzędu wskutek zgonu:
- II RP
  - Gabriel Narutowicz (postrzał przez zamachowca)
- Rząd RP na uchodźstwie
  - Władysław Raczkiewicz (nowotwór złośliwy)
  - August Zaleski (w trakcie sprawowania urzędu pomimo upływu kadencji)
  - Kazimierz Sabbat (zawał serca)
- Polska Ludowa
  - Aleksander Zawadzki (nowotwór złośliwy)
- III RP
  - Lech Kaczyński (katastrofa lotnicza)

Opróżnienia urzędu wskutek zrzeczenia się funkcji przed upływem kadencji:
- II RP
  - Stanisław Wojciechowski (zrzeczenie się funkcji z powodu zamachu stanu – przewrotu majowego)
  - Ignacy Mościcki (zrzeczenie się funkcji w czasie drugiej kadencji z powodu internowania po opuszczeniu okupowanego kraju)
- Rząd RP na uchodźstwie
  - Ryszard Kaczorowski (zrzeczenie się funkcji po zaprzysiężeniu w kraju demokratycznie wybranego prezydenta Lecha Wałęsy wraz z przekazaniem mu insygniów prezydenckich)

Skrócenia kadencji:
Żadnej z osób sprawujących po 1918 roku funkcję głowy państwa nie skrócono kadencji wskutek wyroku skazującego Trybunału Stanu ani uznania jej za niezdolną do sprawowania urzędu. Miały miejsce natomiast 4 przypadki skrócenia kadencji wskutek zniesienia albo zastąpienia urzędu lub zmiany sposobu jego obsadzania:
- Rząd RP na uchodźstwie
  - Władysław Raczkiewicz (faktyczne skrócenie kadencji na terytorium kraju, w wyniku uchwalenia fikcji prawnej[według kogo?] ustawowo stwierdzonego opróżnienia urzędu[19], przy czym sprawowanie urzędu kontynuowane było na uchodźstwie)
- Polska Ludowa
  - Bolesław Bierut[6]
- III RP
  - Wojciech Jaruzelski[8]

Przedłużenia kadencji:
- Rząd RP na uchodźstwie
  - August Zaleski (przedłużenie bez podstaw prawnych formalnie zakończonej w 1954 r. kadencji prezydenckiej na czas nieokreślony, co doprowadziło do rozłamu politycznego na uchodźstwie i utworzenia Rady Trzech – opozycyjnego ośrodka przypisującego sobie uprawnienia głowy państwa)

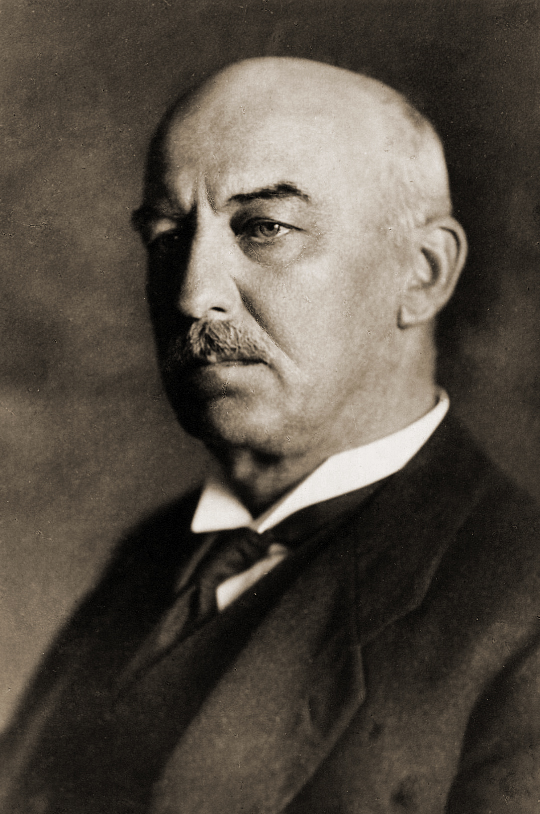
Gabriel Narutowicz
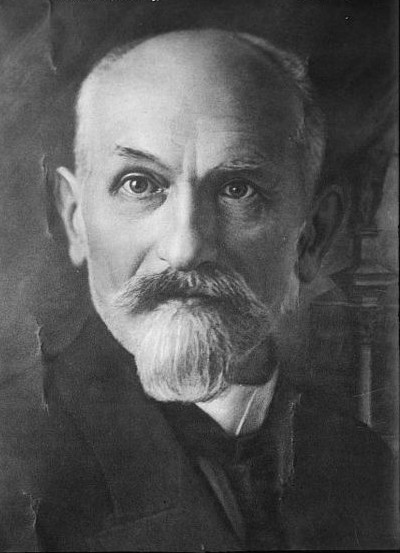
Stanisław Wojciechowski
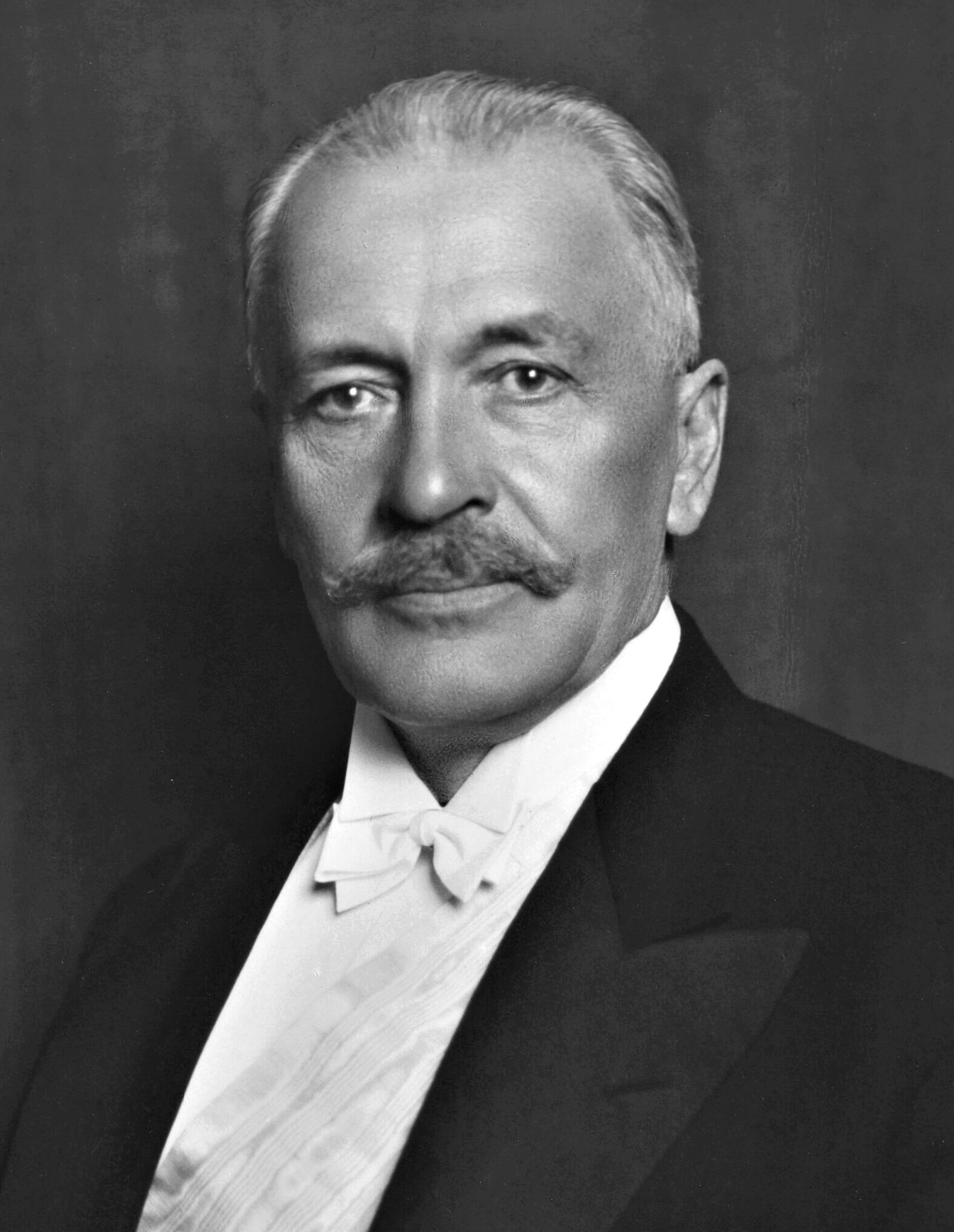
Ignacy Mościcki
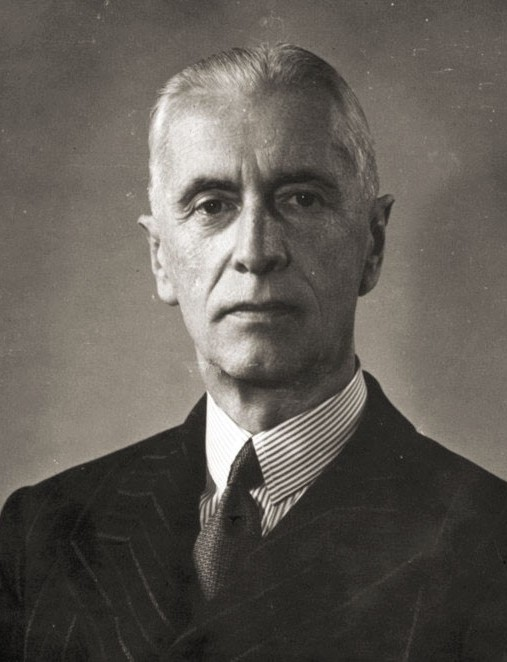
Władysław Raczkiewicz
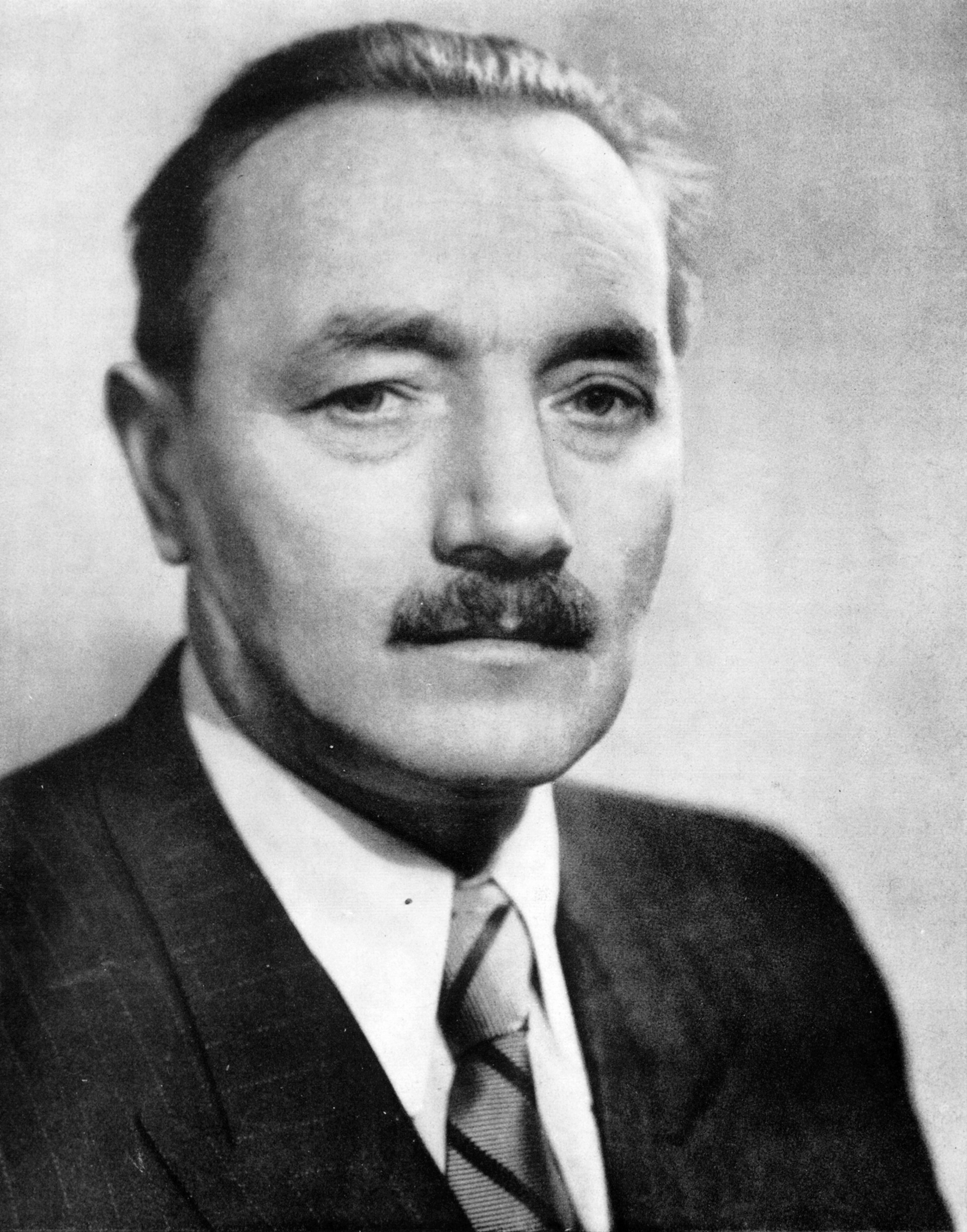
Bolesław Bierut
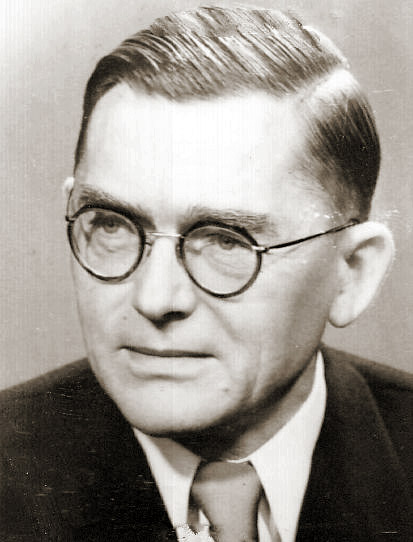
Aleksander Zawadzki
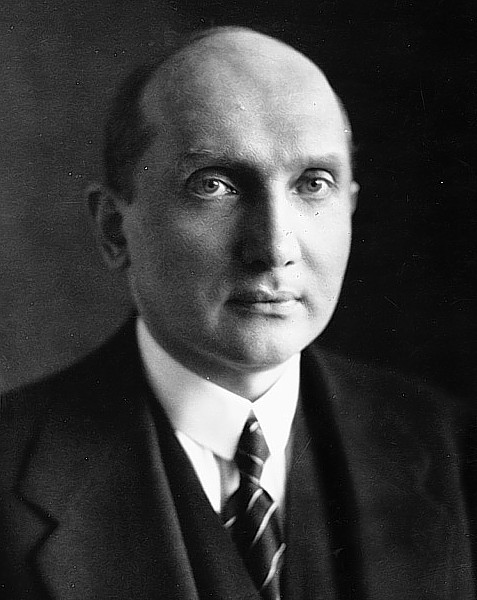
August Zaleski
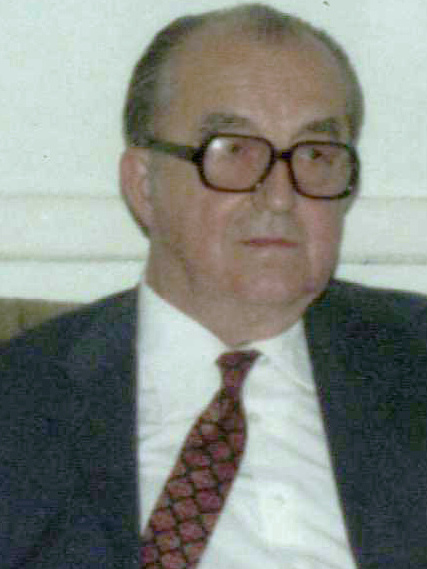
Kazimierz Sabbat
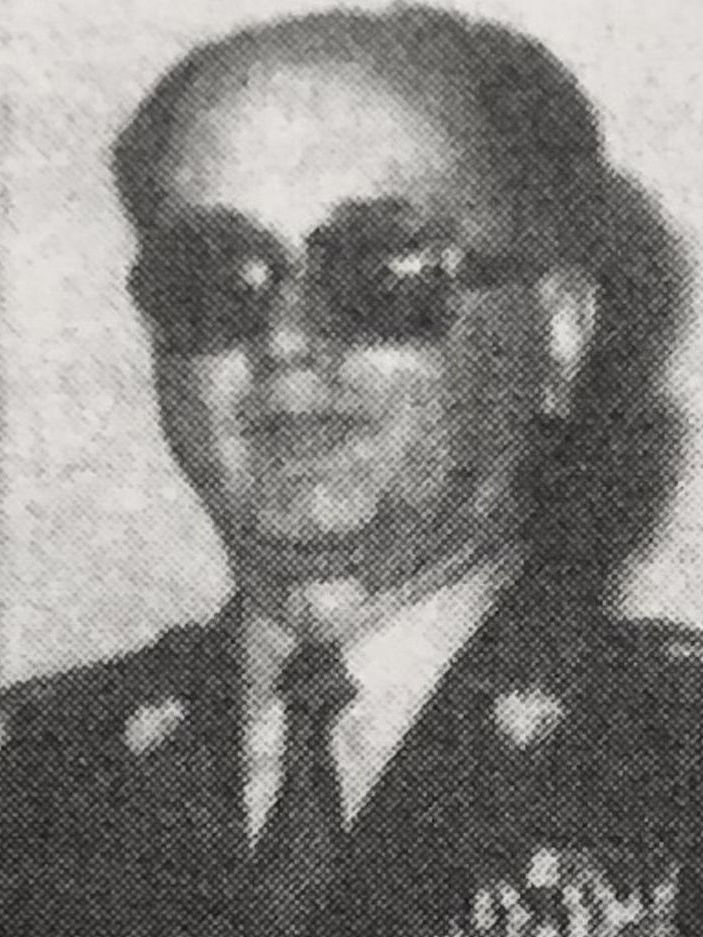
Wojciech Jaruzelski
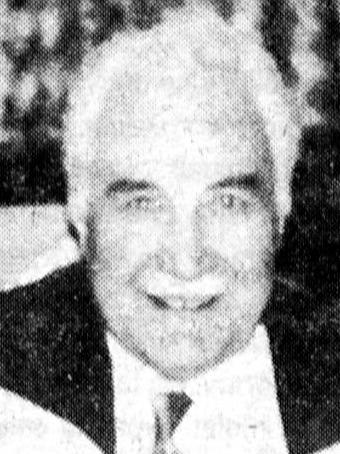
Ryszard Kaczorowski
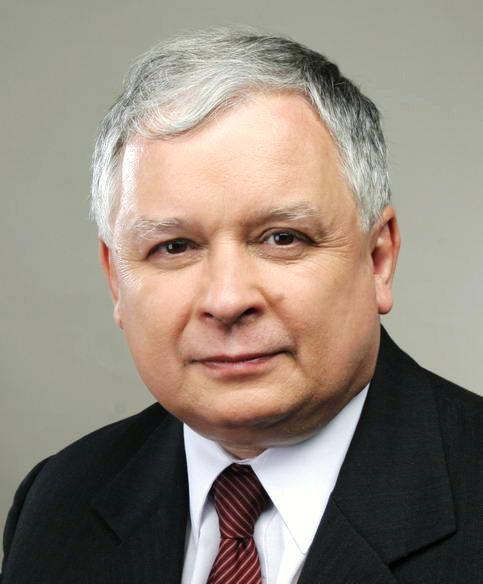
Lech Kaczyński